# Écrins nationalpark

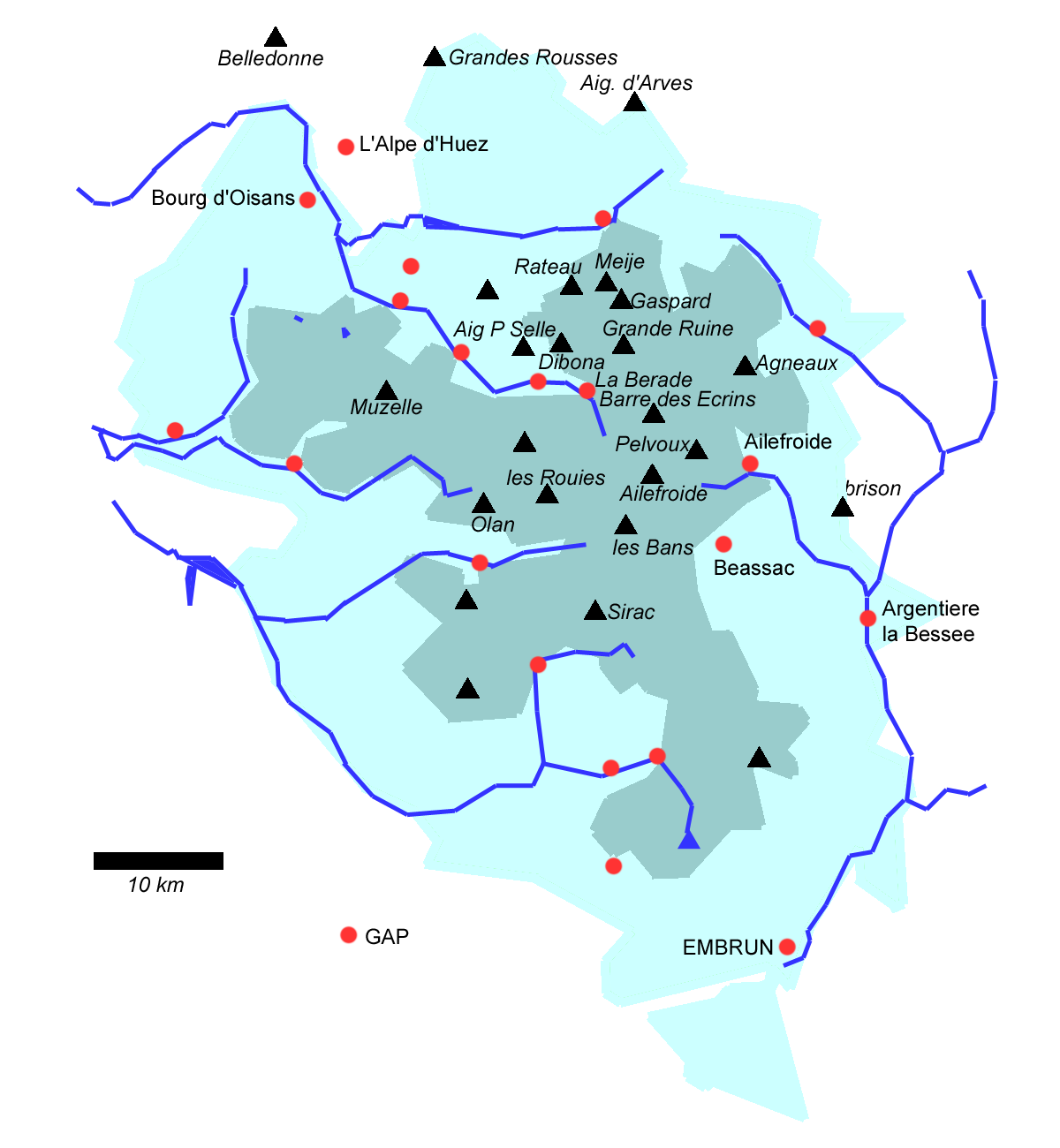
Écrins nationalpark

Écrins nationalpark är en av Frankrikes tio nationalparker. Den är lokaliserad i den syd-östra delen av Frankrike. 
I denna park finns 1800 olika växtarter.

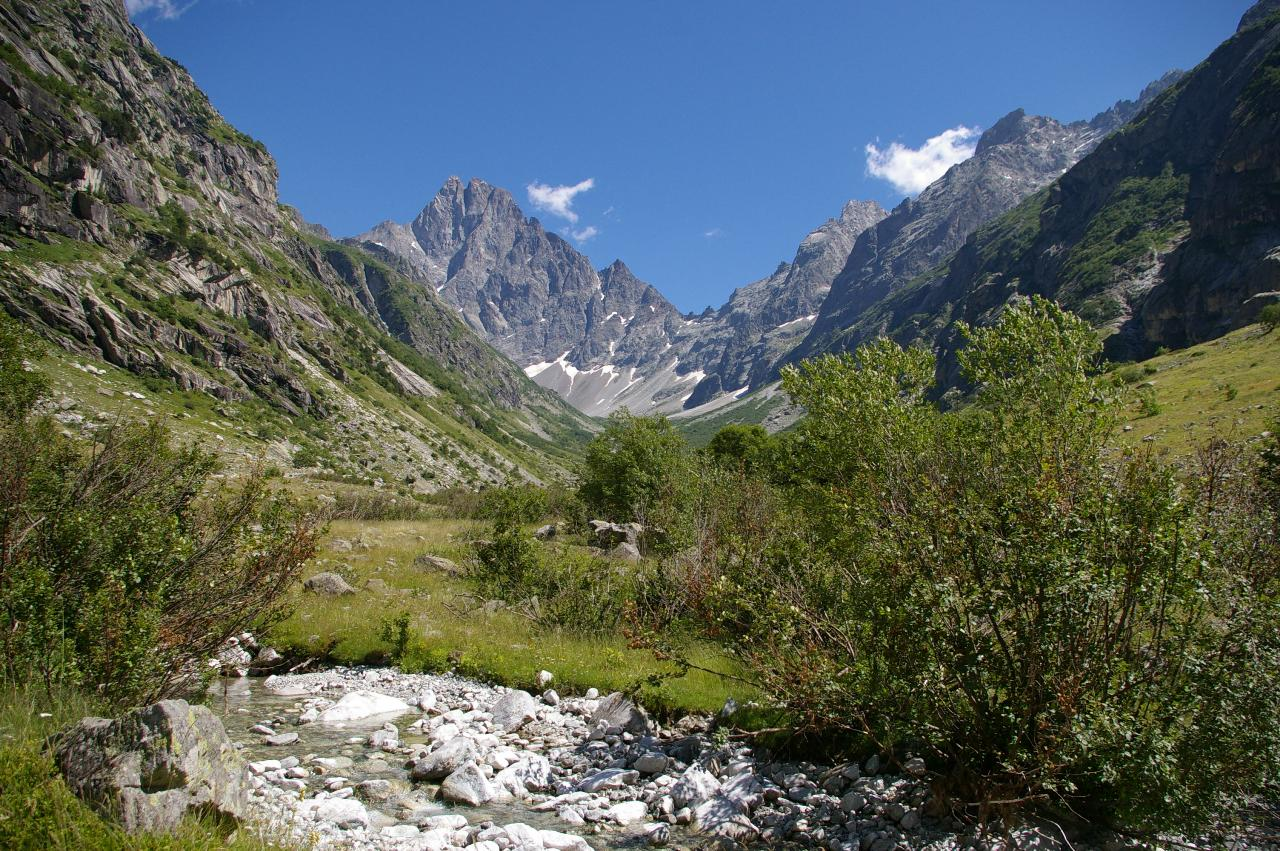
Det större berget, något till vänster om mitten, heter Olan

Lägeskarta. Écrins är det blå området högst upp i mitten.